# Alejandro García Padilla
Alejandro Javier García Padilla (Coamo (Puerto Rico), 3 augustus 1971 is een Puerto Ricaans politicus en de 11e Gouverneur van Puerto Rico. Eerder was hij minister van Consumentenzaken. Hij is lid van de Partido Popular Democrático en van de Amerikaanse Democratische Partij.

## Levensloop
García Padilla werd geboren op 3 augustus 1971 in Coamo, Puerto Rico, als de jongste van zes broers. Zijn vader, een veteraan uit de Tweede Wereldoorlog, werd later manager in een fabriek, terwijl zijn moeder huisvrouw was. Hij studeerde politieke wetenschappen en economie aan de Universiteit van Puerto Rico en werd Juris Doctor en later ook professor aan de Inter-Amerikaanse Universiteit van Puerto Rico. García Padilla is de eerste gouverneur van Puerto Rico die zijn hele leven in Puerto Rico gewoond en gestudeerd heeft, alsook de eerste die afkomstig is uit een landelijke gemeente.
García Padilla startte zijn carrière aan het Puerto Ricaanse hof van beroep en specialiseerde zich later als advocaat in eigendoms-, contract- en administratief recht. In 2001 trouwde hij met Wilma Pastrana. Zijn broer Antonio is hoofd van de Universiteit van Puerto Rico, zijn andere broer Juan Carlos is burgemeester van Coamo.

## Politieke carrière
In januari 2005 werd hij aangesteld als minister voor Consumentenzaken onder toenmalig gouverneur Aníbal Acevedo Vilá, maar in 2007 nam hij ontslag om zich verkiesbaar te stellen als senator. Bij de verkiezingen in 2008 behaalde hij het hoogste aantal stemmen van alle kandidaten. In 2011 was hij kandidaat voor het voorzitterschap van zijn partij, de Partido Popular Democrático, en voor het gouverneurschap van Puerto Rico. Hij won de verkiezingen, die samenvielen met een referendum over de politieke status van Puerto Rico, met een marge van 0,6% (12.000 stemmen) van zittend gouverneur Luis Fortuño.
Tijdens zijn gouverneurschap werd García Padilla meteen geconfronteerd met een hoge staatsschuld en een hoog begrotingstekort. Hij snoeide in de pensioenen van ambtenaren en verhoogde de belastingen met 1,1% van het bruto nationaal product. Hij investeerde ook in buitenlandse contacten met onder meer Spanje en Colombia en onderhandelde enkele overeenkomsten voor de voor Puerto Rico belangrijke farmaceutische industrie.
Volgens peilingen bestempelt 62% van de Puerto Ricanen zijn gouverneurschap als slecht, mede door zijn bezuinigingsbeleid en belastingverhogingen. Daarnaast wordt hij ook beschuldigd van nepotisme, omdat hij drie familieleden benoemd heeft tot zijn regering. Een van zijn neven werd aangesteld nadat hij werd veroordeeld voor meineed in onderzoeken van de FBI en de IRS. Tot slot wordt hem ook een ondermaatse kennis van het Engels verweten, maar daar verweert hij zich tegen met verwijzingen naar zijn landelijke roots en met de stelling dat hij beter Engels spreekt dan Amerikanen Spaans.
- Gemeinsame Normdatei: 1198363169
- Virtual International Authority File: 4068157282928703640004